# Ducatul de Saxonia
Ducatul de Saxonia a fost inițial teritoriul în care s-au stabilit saxonii la începutul Evului Mediu, în care aceștia au fost supuși de către Carol cel Mare în cadrul războaielor saxone începând cu anul 772 și care a fost încorporat în Imperiul carolingian (Francia) din 804. Până la depunerea ducelui Henric Leul din dinastia Welfilor în 1180, titlul ducal a fost deținut de către Casa de Ascania, iar în 1296 restul teritoriilor a fost împărțit între ducatele de Saxa-Wittenberg și Saxa-Lauenburg.
Ducatul de origine al Saxoniei acoperea cea mai mare parte a nordului actual al Germaniei, incluzând actualele landuri de Saxonia Inferioară și Saxonia-Anhalt până la râurile Elba și Saale în răsărit, orașele-state de Bremen și Hamburg, precum partea din Westfalia numită Renania de Nord-Westfalia și regiunea Holstein (Nordalbingia) din landul Schleswig-Holstein. La sfârșitul secolului al XII-lea, ducele Henric Leul a mai ocupat regiunea adiacentă din Mecklenburg (fosta Marca Billungilor).

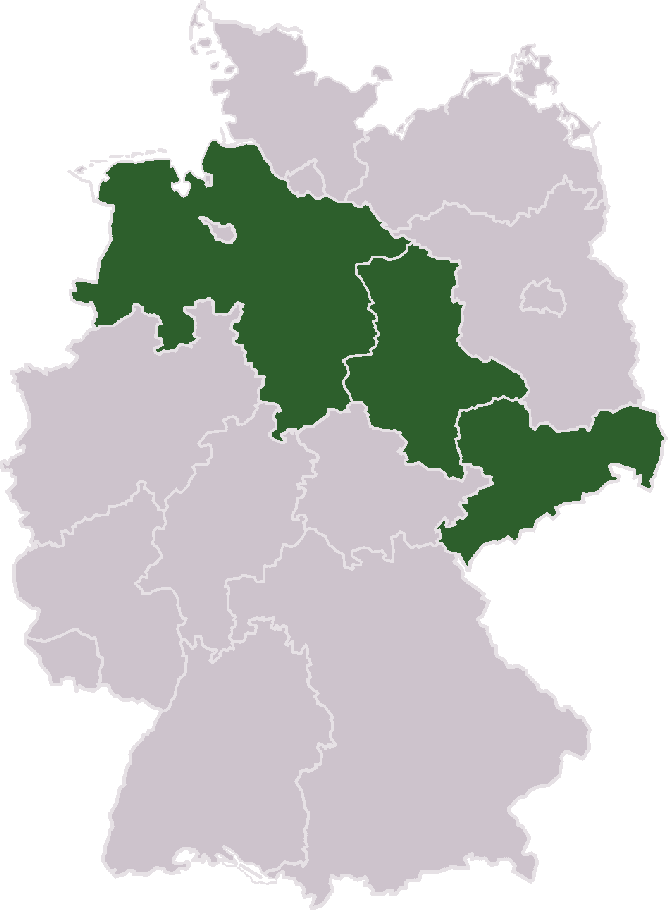
Hartă indicând localizarea celor trei state, Saxonia Inferioară în nord-vest, Saxonia-Anhalt în centru și Saxonia propriu-zisă în sud-est, în cadrul Germaniei actuale

## Istoria

### Vechile ducate de origine
Potrivit Res gestae saxonicae a cronicarului Widukind de Corvey din secolul al X-lea, Saxonii veniseră din Britania pe coastă la Land Hadeln, în triunghiul format de râurile Elba și Wesser, chemați fiind de conducătorii merovingieni din Francia, pentru a sprijini cucerirea regatului thuringienilor. Mai probabil, triburile saxone din Land Hadeln, sub conducerea legendarilor Hengist și Horsa invadaseră Britania în ultimii ani ai Imperiului roman de apus.
Annales regni Francorum menționează o campanie a francilor din anul 743 sub conducerea majordomului carolingian Carloman împotriva saxonilor, urmată de o a doua expediție din anul următor a aceluiași, de această dată alături de fratele său Pepin cel Scurt. În 747, răsculându-se, fratele celor doi, Grifo s-a aliat cu triburile saxonilor și a cucerit vremelnic Bavaria. Pepin, devenit rege al francilor din 750, a invadat încă o dată Saxonia și a supus câteva triburi din Westfalia până în 758.
În 772, fiul lui Pepin, Carol cel Mare a inițiat cucerirea definitivă a teritoriilor saxonilor. Deși campaniile sale neîntrerupte au fost în cele din urmă încununate de succes, Carol a trebuit să recurgă la fragmentarea teritoriilor saxone ale triburilor westfalice, estfalice și din Angria, încheind acorduri de pace pe rând, cu fiecare trib în parte. Saxonii au devastat fortăreața francă din Eresburg, iar conducătorul lor Widukind a refuzat să se prezinte la dieta din 777 convocată de Carol la Paderborn. El s-a retras în Nordalbingia, după care a condus mai multe răscoale împotriva ocupanților, care au fost drastic pedepsite de către Carol cel Mare în masacrul de la Verden din 782. În cele din urmă, Widukind a fost nevoit să jure supunere în 785, să se boteze și să devină el însuși conte franc. Răscoale ale saxonilor au continuat până în 804, când întreg ducatul de origine a fost încorporat în Imperiul carolingian.
În continuare, Saxonia a fost guvernată de oficiali carolingieni, de exemplu Wala de Corbie (d. 836), nepot al lui Carol Martel și văr al împăratului, care în 811 a încheiat tratatul de la Heiligen cu regele Hemming al Danemarcei, prin care se stabileau hotarele nordice ale Imperiului de-a lungul râului Eider. Printre ducii instalați se numărau deja nobili de origine saxonă, precum succesorul lui Wala, contele Ekbert, soț al Sfintei Ida de Herzfeld, rudă apropiată a lui Carol cel Mare.

### Începuturileducatului de origine

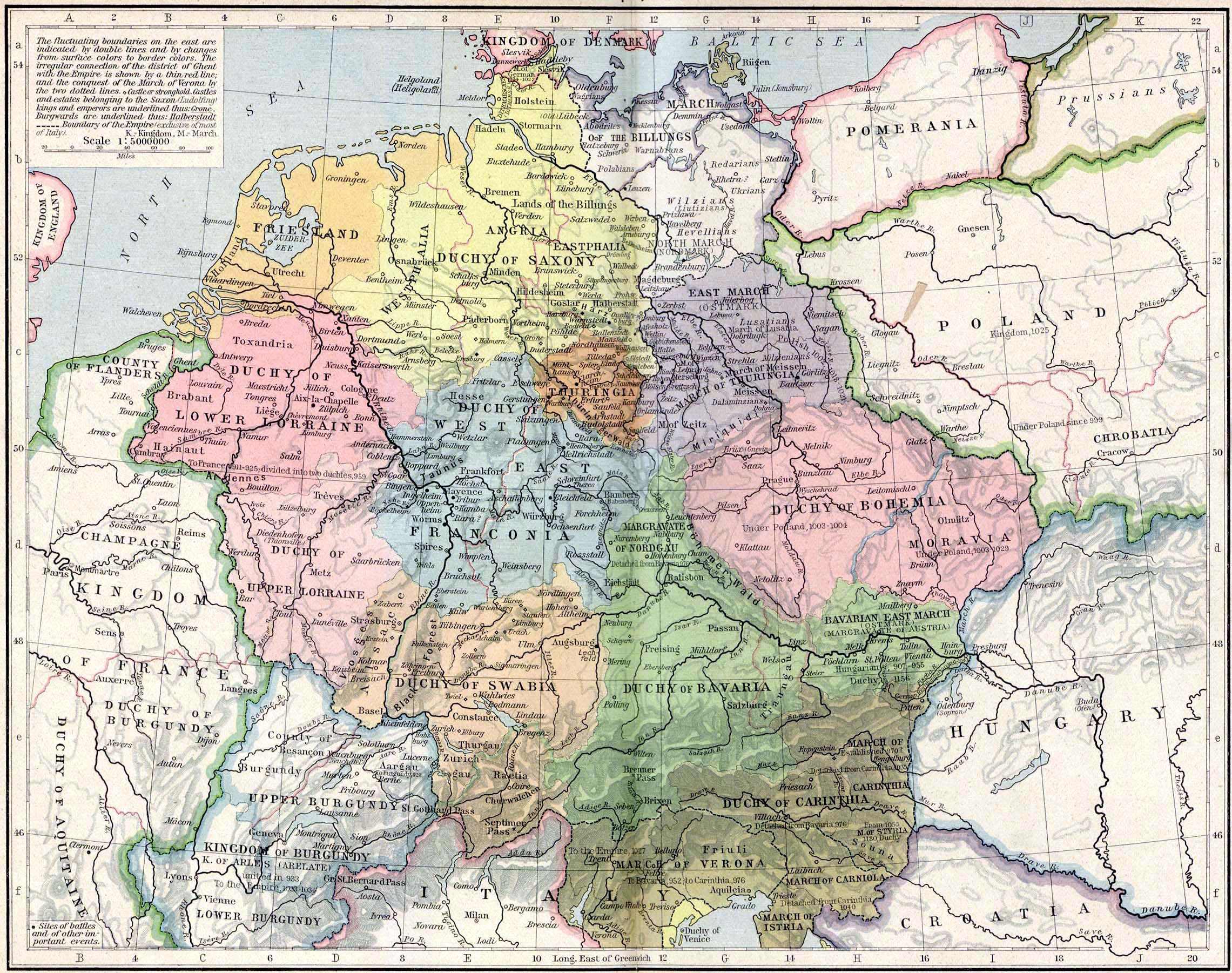
Ducatele de origine din Regatul Germaniei 919-1125, conform lui William R. Shepherd: Saxonia în galben, Franconia în albastru, Bavaria în verde, Suabia în orange deschis, Lorena Inferioară (Lotharingia Ingerioară) în roz închis, Lorena Superioară (Lotharingia Superioară) în roz deschis și Thuringia în orange închis

Este posibil ca Ida de Herzfeld să fi fost strămoșul contelui saxon Liudolf (d. 866), care s-a căsătorit cu Oda din familia Billungilor și a domnit asupra unui vast teritoriu de-a lungul râului Leine din Estfalia, unde el, împreună cu episcopul Altfrid de Hildesheim, a întemeiat abația de Gandersheim în anul 852. Liudolf a devenit străbunul dinastiei ducale, regale și imperiale a Ottonilor; cu toate acestea, descendența sa, și mai ales afilierea sa cu fostul duce Widukind, nu a fost stabilită cu exactitate.
Supuși doar cu câteva decenii înainte, saxonii au devenit imediat unul dintre triburile conducătoare din Francia Răsăriteană; totuși, rămâne neclar dacă Ottonienii dețineau deja titlul ducal în secolul al IX-lea. Fiul mai mare al lui Liudolf, Bruno (Brun), strămoș al ramurii Brunonen a comitatului de Braunschweig, a murit într-o bătălie împotriva vikingilor invadatori conduși de Godfrid de Frizia în 880. El a fost urmat de către fratele său mai tânăr Otto I "cel Ilustru" (d. 912), menționat ca dux în analele contemporane ale abației de Hersfeld. Poziția acestuia era destul de puternică pentru a emite pretenția de a se căsători cu Hedwiga de Babenberg, fiică a puternicului duce Henric de Franconia, princeps militiae al regelui Carol cel Gras. Dat fiind că toți frații Hedwigăi au fost uciși în disputele cu rivalii din familia Conradinilor, Otto a putut prelua puternica poziție a socrului său și să purceadă la unificarea Ducatului de Saxonia sub domnia sa.
În 911, dinastia Carolingiană din Francia Răsăriteană s-a stins odată cu moartea regelui Ludovic Copilul, în timp ce ducii de Saxonia, Suabia și Bavaria s-au întrunit la Forchheim pentru a-l alege pe ducele Conrad I de Franconia din dinastia Conradinilor ca rege al Germaniei. Un an mai târziu, fiul lui Otto, Henric I "Păsărarul" a succedat ca duce de Saxonia. Potrivit cronicarului Widukind de Corvey, regele Conrad I l-a desemnat pe Henric ca succesor al său, refuzând astfel succesiunea propriului său frate, Eberhard de Franconia, iar în 919 ducele saxon a fost ales ca rege al Franciei Răsăritene de către adunarea principilor saxoni și franconieni de la Fritzlar. Henric "Păsărarul" a reușit să integreze ducatele de Suabia, Bavaria și Lotharingia în federația imperială, element vital în a rezista în fața atacurilor continue ale forțelor maghiare, în timp ce trupele saxone au ocupat în 928/929 extinse teritorii la est, locuite de slavii polabi. Campaniile răsăritene ale lui Henric către Brandenburg și Meissen, întemeierea mărcilor saxone, ca și capitularea ducelui Venceslau I al Boemiei au reprezentat începutul expaniunii germane spre răsărit (Ostsiedlung).

### Evenimente ulterioare
- 936: Fiul lui Henric I, Otto I "cel Mare", îi succede acestuia și este încoronat la Aachen ca rege al germanilor.
- 938: Herman Billung devine margraf de Saxonia.
- 953: Otto I îl ridică pe Herman Billung la rangul de vice-duce de Saxonia.
- 973: Otto I moare la Memleben; Otto al II-lea devine împărat. Hermann Billung moare la Quedlinburg, iar Bernard I Billung devine duce de Saxonia.
- 983: Răscoală a slavilor în Northalbingia. Otto al III-lea devine împărat.
- 1002: Moartea lui Otto al III-lea marchează sfârșitul împăraților saxoni.
- 1011: Ducele Bernard I de Saxonia moare; fiul său Bernard al II-lea preia succesiunea.
- 1042: Ordulf Billung, fiul lui Bernard al II-lea, se căsătorește cu Wulfhilda, sora vitregă a regelui Magnus al Danemarcei și Norvegiei. Danezii și saxonii luptă alături împotriva venzilor.
- 1059: Ordulf Billung devine duce după moartea tatălui său.
- 1072: Magnus Billung devine duce de Saxonia.
- 1106: Ducele Magnus moare fără moștenitori, marcând stingerea dinastiei Billungilor. Teritoriul acestora devine parte a stăpânirilor Welfilor și Ascanienilor. Împăratul Lothar de Supplinburg devine duce de Saxonia.
- 1112: Otto de Ballenstedt este numit duce de către regele Henric al V-lea.
- 1115: Victoria lui Lothar de Supplinburg asupra regelui Henric al V-lea în bătălia de la Welfesholz.
- 1125: Lothar de Supplinburg este ales rege al Germaniei și încoronat ca împărat, ca Lothar al III-lea.
- 1137: Moartea lui Lothar. Henric al X-lea cel Mândru, duce de Bavaria din dinastia Welfilor din 1126, devine și duce de Saxonia, sub numele de Henric al II-lea.
- 1138: Henric încearcă să devină rege, însă fără succes. Albert Ursul, din Casa de Ascania devine noul duce de Saxonia.
- 1139: Moartea lui Henric al II-lea.
- 1141: Albert Ursul se retrage.

### Henric Leul
În 1142, regele Conrad al III-lea a conferit titlul ducal lui Henric Leul din dinastia Welfilor, sub numele de Henric al III-lea. Henric a extins treptat stăpânirea sa asupra Germaniei de nord-est. După ce a obținut și titlul de duce de Bavaria, aria de dominație a lui Henric acoperea peste două treimi din Germania, de la Alpi până la Marea Nordului și la Marea Baltică, transformându-l în cel mai puternic conducător din Europa centrală.

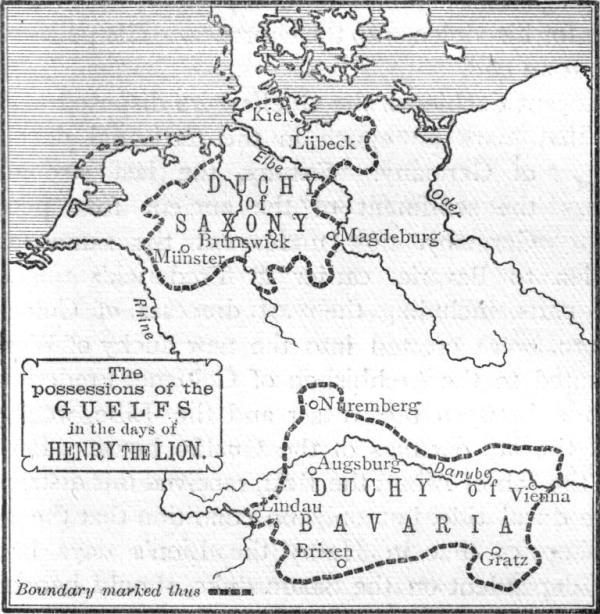
Posesiunile familiei Welf în secolul al XII-lea, cu evidențierea ducatelor de Saxonia și de Bavaria

Împăratul Frederic I Barbarossa și aliații săi, mulți dintre ei vasali și foști susținători ai lui Henric Leul, îl înfrâng pe acesta din urmă. În 1180, Frederic Barbarossa îl deposedează pe Henric de ducatele de Saxonia și Bavaria. În 1182, Henric Leul și soția sa, Matilda Plantagenêt, fiică a regelui Henric al II-lea al Angliei cu Eleanor de Aquitania, părăsesc Germania pentru a pleca în exil în Anglia.
Frederic Barbarossa a împărțit Saxony în mai multe teritorii dependente direct de Imperiu, acordându-l pe fiecare câte unui aliat al său.
După ce, în 1168, clanul saxon al Ascanienilor, aliați ai lui Frederic Barbarossa, eșuaseră în tentativa de a-și instala un membru al familiei, Siegfried de Anhalt, pe scaunul arhiepiscopal de Bremen, ei reușesc să se impună în 1180. Conducătorul Casei de Ascania, Otto I, fiul lui Albert I de Brandenburg, văr matern cu Henric Leul, i-a acordat celui de al șaselea frate al său, Bernard de Anhalt (devenit Bernard al III-lea), ducatul de Saxonia, sub numele de noul ducat de Saxonia (1180–1296), un teritoriu drastic redus, cuprinzând trei suprafețe neconectate între ele, de-a lungul Elbei, anume (de la nord-vest la sud-est): (1) Land Hadeln în jurul Otterndorf, (2) în jurul Lauenburg de pe Elba și (3) în jurul Wittenberg. Cu excepția titulaturii, care era duce de Saxonia, Angria și Westfalia, pe care noul ducat de Saxonia o atribuia conducătorilor săi, chiar și după ultima sa separație dinastică din 1296, acest teritoriu, constând doar din resturile vechiului ducat de dinainte de 1180, avea puține în comun cu teritoruul ulterior.
Otto și Bernard l-au sprijinit pe cel de al treilea frate, contele Siegfried de Anhalt, care încă din 1168 se autoproclamase ca episcop ales de Bremen, să onțină scaunul arhiepiscopal de Bremen. Astfel, principatul arhiepiscopal de Bremen a devenit - alături de altele - unul dintre succesorii vechiului ducat de Saxonia, însă deținând doar o mică parte din vechiile teritorii.

### Casa de Ascania
În 1269, 1272 și 1282, aflați concomitent la conducerea ducatului, frații Ioan I și Albert al II-lea și-au divizat treptat competențele guvernamentale în cadrul celor trei teritorii lipsite de legătură din zona saxonă (Hadeln, Lauenburg și Wittenberg), pregătind astfel o împărțire teritorială.
După ce Ioan I s-a retras în 1282 în favoarea celor trei fii minori ai săi, Eric I, Ioan al II-lea și Albert al III-lea, moment urmat de moartea sa trei ani mai târziu, cei trei frați și unchiul lor Albert al II-lea au continuat să conducă Saxonia împreună.
În 1288, Albert al II-lea s-a adresat regelui Rudolf I pentru a-l înfeuda pe fiul și moștenitorul său Rudolf cu Palatinatul de Saxonia, fapt care a provocat o lungă dispută cu casa de Wettin. Atunci când comitatul de Brehnaa fost înapoiat Imperiului după stingerea familiei comitale, regele l-a acordat ca feud lui Rudolf. În 1290, Albert al II-lea a achiziționat respectivul comitat pentru Saxonia, iar în 1295 același lucru s-a întâmplat cu comitatul de Gommern. Regele Venceslau al II-lea a reușit să îl atragă pe Albert al II-lea în favoarea alegerii lui Adolf de Nassau ca nou împărat: Albert a semnat un pact elector în 29 noiembrie 1291, prin care urma să voteze în același sens ca și Venceslau. În 27 aprilie 1292, alături de nepoții săi încă minori, a manevrat votul electoral al saxonilor, alegându-l pe Adolf de Nassau.
Ultimul document care menționează conducerea colectivă a lui Albert al II-lea alături de nepoții săi datează din 1295. Împărțirea definitivă a ducatului de Saxonia în Saxa-Lauenburg, condus în comun de către cei trei frați, Albert al III-lea, Eric I și Ioan al II-lea, și Saxa-Wittenberg, guvernat de Albert al II-lea, a acvut loc înainte de 20 septembrie 1296. Vierlande, Sadelbande (landul Lauenburg), landul de Ratzeburg, landul de Darzing (astăzi Amt Neuhaus) și landul de Hadeln sunt menționate ca teritoriu separat al celor trei frați. Albert al II-lea a obținut Saxa-Wittenberg din jurul orașului cu același nume și Belzig.

## Teritorii desprinse din Saxonia după 1180

### Westfalia
- Comitatul de Bentheim
- Comitatul de Mark
- Principatul episcopal de Münster
- Principatul episcopal de Osnabrück
- Comitatul de Ravensberg
- Comitatul de Tecklenburg

### Angria
- Principatul arhiepiscopal de Bremen
- Abația de Corvey
- Comitatul de Delmenhorst
- Comitatul de Diepholz
- Comitatul de Everstein
- Comitatul de Hoya
- Principatul/senioria de Lippe
- Princuipatul episcopal de Minden
- Ducatul/comitatul de Oldenburg
- Principatul episcopal de Paderborn
- Episcopatul/principatul episcopal de Verden
- Comitatul de Waldeck

### Estfalia
- Comitatul de Blankenburg, fief saxon până la 1180, apoi un fief al principatului episcopal de Halberstadt
- Comitatul de Brunswick, ulterior Ducatul de Brunswick-Lüneburg (1235), posesiune alodială a Casei de Welf
- Abația de Gandersheim
- Principatul episcopal de Halberstadt
- Principatul episcopal de Hildesheim
- Comitatul de Hohenstein, aflat în Thuringia
- Arhiepiscopatul/principatul arhiepiscopal de Magdeburg
- Comitatul de Mansfeld
- Abația de Quedlinburg
- Comitatul de Wernigerode

### Nordalbingia
- Comitatul de Holstein
- Principatul episcopal de Lübeck
- Principatul episcopal de Ratzeburg
- Episcopatul de Schwerin